# جيريمي ماك وليامز
جيريمي ماك وليامز (بالإنجليزية: Jeremy McWilliams)‏ مواليد 4 أبريل 1964 في بلفاست، هو متسابق دراجات نارية بريطاني. نافس في سباقات بطولة العالم لفئة 500 سي سي ولفئة 250 سي سي ولفئة 50 سي سي. كما شارك في بطولة العالم للموتو جي بي.

## روابط خارجية
- جيريمي ماك وليامز على موقع MotoGP.com (الإنجليزية)
- جيريمي ماك وليامز على موقع WorldSBK.com (الإنجليزية)